# 萨韦纳河畔圣拉扎罗
萨韦纳河畔圣拉扎罗是意大利艾米利亚-罗马涅大区博洛尼亚省的一个镇，距离大区首府博洛尼亚约6公里。